# HMS Resolution (09)
O HMS Resolution foi um couraçado operado pela Marinha Real Britânica e a quarta embarcação da Classe Revenge, depois do HMS Revenge, HMS Royal Sovereign e HMS Royal Oak, e seguido pelo HMS Ramillies. Sua construção começou em novembro de 1913 na Palmers Shipbuilding and Iron Co. e foi lançado ao mar em janeiro de 1915, sendo comissionado na frota britânica em dezembro de 1916. Era armado com uma bateria principal composta por oito canhões de 381 milímetros montados em quatro torres de artilharia duplas, possuía um deslocamento carregado de mais de 31 mil toneladas e alcançava uma velocidade máxima de pouco mais de 21 nós (39 quilômetros por hora).
O Resolution entrou em serviço no meio da Primeira Guerra Mundial, porém nunca entrou em combate devido às estratégias cautelosas de britânicos e alemães após a Batalha da Jutlândia. Durante o período entreguerras alternou serviço no Oceano Atlântico e no Mar Mediterrâneo junto com seus irmãos. Também foi para o Império Otomano em duas ocasiões em resposta a crises que surgiram em consequência da Guerra Greco-Turca, incluindo o Grande Incêndio de Esmirna em 1922. Tirando isso foi um período sem grandes incidentes. Com o início da Segunda Guerra Mundial em 1939 foi logo colocado na escolta de comboios no Atlântico, participando em maio de 1940 da Batalha de Narvik.
Foi transferido em junho para a Força H no Mediterrâneo e participou no mês seguinte do Ataque a Mers-el-Kébir contra a frota francesa no local. Em setembro envolveu-se na Batalha de Dacar para neutralizar o couraçado francês Richelieu, porém o Resolution acabou torpedeado por um submarino e precisou passar por reparos nos Estados Unidos. Em seguida foi transferido para a Esquadra do Extremo Oriente no Oceano Índico, mas foi considerado obsoleto para enfrentar os japoneses e foi relegado a escolta de comboios. Retornou para o Reino Unido em setembro de 1943 e colocado na reserva, sendo usado como navio-escola até ser descomissionado em 1948 e desmontado pouco depois.